# Zinkjungen
Zinkjungen (russisch Цинковые мальчики) ist ein russischer Dokumentarroman der weißrussischen Autorin Swetlana Alexijewitsch, der zuerst 1989 in Minsk veröffentlicht wurde und 1992 in deutscher Übersetzung erschien. Das Buch handelt vom Afghanistankrieg, dem „sowjetischen Vietnam“. Die Autorin interviewte unter anderem Soldaten, Krankenschwestern und Mütter. Sie liefert erschütternde Einblicke in die Realitäten des Krieges und beleuchtet die Geschichte der letzten Jahre der Sowjetmacht, die durch diesen Krieg endgültig untergraben wurde. Sie beschreibt die endlose Trauer der Mütter der „Zinkjungen“, ihren Wunsch, die Wahrheit darüber zu erfahren, wie und wofür ihre Söhne in Afghanistan gekämpft haben und gestorben sind. Während die Sowjetunion von einer „Friedensmission“ sprach, wurden die Toten in zugeschweißten Zinksärgen in die Heimat überführt. Von 1979 bis 1989 führten sowjetische Truppen in Afghanistan einen verheerenden Krieg, bei dem auf beiden Seiten Tausende an Opfern zu beklagen waren. Swetlana Alexijewitsch verwebt ihre Geschichten miteinander und ist darum bemüht, die Wahrheit des sowjetisch-afghanischen Konflikts offenzulegen. Als Zinkjungen 1991 zum ersten Mal in der UdSSR veröffentlicht wurde, löste es eine große Kontroverse aus. Das Werk wurde in zahlreiche Sprachen übersetzt. 

## Inhalt
In Zinkjungen werden neben „üblichen“, den Krieg betreffenden Themen – Gefechtsberichte, Angst vor dem Einsatz, Sehnsucht nach der Heimat, Kriegstraumata – auch speziell für diesen Krieg wichtige Themen behandelt. Darunter sind:

### Freiwilligkeit des Einsatzes
Das Thema Freiwilligkeit taucht in zweierlei Form auf. Zum einen meldeten sich junge Russen tatsächlich freiwillig zum Einsatz, um für ihr Heimatland und den Kommunismus zu kämpfen. Zum anderen wird jedoch berichtet, dass die Freiwilligkeit teils lediglich auf dem Papier existierte. Ein Oberleutnant berichtet: 
„Von allen, die vorgeladen wurden, weigerte sich einer. Man holte ihn dreimal. ‚Haben Sie was dagegen, wenn wir Sie in den Auslandseinsatz schicken?‘ ‚Ja, hab ich.‘ Der war nicht zu beneiden. Er kriegte sofort einen Verweis, sein Ruf als Offizier ist angeknackst, und mit Beförderungen ist es ein für alle Mal vorbei. Er hatte sich aus gesundheitlichen Gründen geweigert, Gastritis oder Magengeschwür, oder was weiß ich, ist ja auch egal, wenn's dir angetragen wurde, musstest du fahren. Die Listen waren schon geschrieben.“

### Korruption und Schmuggel
Die Korruption begann bereits in der Sowjetunion. Eine Mutter berichtet, dass sie ihren Sohn für tausend Rubel vom Einsatz hätte freikaufen können, dies jedoch nicht tat, da ihr bewusst war, dass an seiner Stelle der Sohn einer anderen Mutter hätte in den Krieg ziehen müssen.
In Afghanistan selbst war die Versorgung der Soldaten schlecht. Daher wurde alles, von Blechbüchsen über Kleidung und Orden bis hin zu Patronen oder ganzen Waffen, bei afghanischen Händlern in kleinen Läden, sog. Dukans, gegen Schnaps, Essen oder Musikanlagen getauscht.
Oft erwähnt wird auch der allgegenwärtige Schmuggel. Die in Afghanistan stationierten Soldaten erhielten zu ihrem Lohn noch sog. „Schecks“, Devisen, mit denen sie sich Dinge kaufen konnten, die in der Sowjetunion nicht zu bekommen waren. Neben diesem privaten Schmuggel fand auch Schmuggel in größerem Rahmen statt. Ein Oberleutnant fragt: „Wer erzählt Ihnen, dass Drogen in Särgen rausgeschmuggelt wurden? Oder Pelze? Statt Leichen.“

### Anerkennung der Veteranen
Über die Situation und die Anerkennung der Soldaten nach dem Krieg berichtet ein nicht benannter Panzerschütze: „Formal sind wir den Teilnehmern des Großen Vaterländischen Krieges gleichgestellt, aber die haben die Heimat verteidigt, und wir? Wir sind sowas wie die Deutschen, hat mal einer zu mir gesagt.“ Während die Soldaten des Zweiten Weltkrieges also als Verteidiger des Vaterlandes gesehen wurden, galt dies nicht für die Teilnehmer am Afghanistankrieg, was sich auch in der Bezeichnung der Soldaten als „Afghanen“, als etwas Fremdes also, niederschlägt. 
Ihr Kampf für den Kommunismus, in der Sowjetunion ein formal ohne Zweifel hehres Ziel, wurde in der Praxis jedoch als nicht in gleichem Maße wertvoll oder sinnvoll angesehen. Auch vor dem Krieg versprochene Wohnungen erhielten die „Afghanen“ nicht. Stattdessen wird an mehreren Stellen davon berichtet, dass zuständige Stellen auf Nachfrage der Soldaten sagten, dass sie nichts versprochen hatten oder, dass die „Afghanen“ doch freiwillig am Krieg teilgenommen hatten.
So sagt der Panzerschütze weiter: „In zehn Jahren, wenn wir endgültig fertig sind – durch Gelbsucht, Malaria, Kriegstraumata –, werden sie uns abschütteln ... Bei der Arbeit, zu Hause. Sie werden uns nicht mehr in die Präsidien setzen. Wir werden allen zur Last fallen ...“
Zudem wurde der Krieg in Afghanistan noch zu Zeiten der Sowjetunion als „politischer Fehler“ angesehen – unter anderem, weil er mit einer Niederlage endete –, was nicht nur die Anerkennung der Veteranen erschwerte, sondern auch den gesamten Krieg, den Verlust von Gliedmaßen und Kameraden, als sinnlos erscheinen ließ.